# Stanton (Nebraska)
Stanton es una ciudad ubicada en el condado de Stanton en el estado estadounidense de Nebraska. En el Censo de 2010 tenía una población de 1577 habitantes y una densidad poblacional de 350,13 personas por km².

## Geografía
Stanton se encuentra ubicada en las coordenadas 41°56′53″N 97°12′46″O / 41.94806, -97.21278. Según la Oficina del Censo de los Estados Unidos, Stanton tiene una superficie total de 4.5 km², de la cual 4.5 km² corresponden a tierra firme y (0%) 0 km² es agua.

## Demografía
Según el censo de 2010, había 1577 personas residiendo en Stanton. La densidad de población era de 350,13 hab./km². De los 1577 habitantes, Stanton estaba compuesto por el 95.62% blancos, el 0.7% eran afroamericanos, el 0.25% eran amerindios, el 0.32% eran asiáticos, el 0% eran isleños del Pacífico, el 1.59% eran de otras razas y el 1.52% pertenecían a dos o más razas. Del total de la población el 3.36% eran hispanos o latinos de cualquier raza.